# نووسیولکا (شهرستان فیودوروفسکی، باشقیرستان)
نووسیولکا (انگلیسی: Novosyolka, Fyodorovsky District, Republic of Bashkortostan) یک شهرک در شهرستان فیودوروفسکی استان باشقیرستان کشور روسیه است.